# Bahnstrecke Livron–Privas
| Endbahnhof Privas im frühen 20. Jahrhundert |                      |                                                            |                                                            |
| Streckennummer (SNCF): | 813 000              |                                                            |                                                            |
| Streckenlänge: | 4,9 km               |                                                            |                                                            |
| Spurweite: | 1435 mm (Normalspur) |                                                            |                                                            |
| Stromsystem: | 1,5 kV =             |                                                            |                                                            |
| Zweigleisigkeit: | ja                   |                                                            |                                                            |
| |                      |                                                            |                                                            |
| \| \| \| Bahnstrecke Livron–Aspres-sur-Buëch \| \| \| \| 0,0 634,3 \| Livron Bahnstrecke Paris–Marseille \| Livron Bahnstrecke Paris–Marseille \| \| \| 1,4 \| A 7 \| A 7 \| \| \| \| \| \| \| \| 3,7 \| Petit-Rhône (Viaduc d’Aurelle) Département Ardèche / Drôme \| Petit-Rhône (Viaduc d’Aurelle) Département Ardèche / Drôme \| \| \| \| \| \| \| \| 4,6 \| Rhône \| Rhône \| \| \| \| D 86 (ehem. N 86) \| \| \| \| \| \| \| \| \| 4,9 634,9 \| Bahnstrecke Givors-Canal–Grezan von Givors \| Bahnstrecke Givors-Canal–Grezan von Givors \| \| \| 4,9 634,9 \| La Voulte (alter Bahnhof) und CFD-Bahnhof \| 101 m \| \| \| 5,0 \| Tunnel des Plots \| Tunnel des Plots \| \| \| \| \| \| \| \| \| \| \| \| \| 639,5 \| Tunnel de la Palière (nur Westgleis, 38 m) \| Tunnel de la Palière (nur Westgleis, 38 m) \| \| \| \| \| \| \| \| 639,9 \| D 86 (ehem. N 86; Viaduc du Pouzin; 424 m) \| D 86 (ehem. N 86; Viaduc du Pouzin; 424 m) \| \| \| 640,5 \| Ouvèze (87 m) \| Ouvèze (87 m) \| \| \| \| Bahnstrecke Pouzin–Aubenas (TA) von Aubenas \| \| \| \| 640,8 \| Le Pouzin \| 94 m \| \| \| \| Bahnstrecke Givors-Canal–Grezan nach Nîmes \| \| \| \| 641,0 \| Streckenende \| Streckenende \| \| \| \| D 86 (ehem. N 86) \| \| \| \| 640,4 \| Payre (120 m) \| Payre (120 m) \| \| \| 647,2 \| Saint-Lager-Bressac \| 157 m \| \| \| 647,8 \| Auzon (33 m) \| Auzon (33 m) \| \| \| 649,6 \| Viaduc de Beauvais (35 m) \| Viaduc de Beauvais (35 m) \| \| \| 649,8 \| Tunnel de Bleizac (100 m) \| Tunnel de Bleizac (100 m) \| \| \| 650,9 \| Viaduc de Bénéfice \| Viaduc de Bénéfice \| \| \| 651,7 \| Viaduc d'Augente \| Viaduc d'Augente \| \| \| 652,5 \| Chomérac \| 208 m \| \| \| 653,8 \| Payre (30 m) \| Payre (30 m) \| \| \| 656,1 \| Alissas \| 256 m \| \| \| 653,8 \| Muldarie (Viaduc de Combier; 120 m) \| Muldarie (Viaduc de Combier; 120 m) \| \| \| 659,0 \| Viaduc de Saint-Clair (40 m) \| Viaduc de Saint-Clair (40 m) \| \| \| 660,2 \| Viaduc de l'Ouvèze (85 m) \| Viaduc de l'Ouvèze (85 m) \| \| \| 660,3 \| Saint-Priest \| 288 m \| \| \| 660,9 \| Ouvèze (Viaduc de Gozan; 44 m) \| Ouvèze (Viaduc de Gozan; 44 m) \| \| \| 661,9 \| Privas-Ville \| 292 m \| |                      |                                                            |                                                            |
| |                      | Bahnstrecke Livron–Aspres-sur-Buëch                        |                                                            |
| Bahnhof quer · Abzweig quer, nach rechts, von links und von rechts · Strecke quer | 0,0 634,3            | Livron Bahnstrecke Paris–Marseille                         | Livron Bahnstrecke Paris–Marseille                         |
| Brücke | 1,4                  | A 7                                                        | A 7                                                        |
| |                      |                                                            |                                                            |
| Grenze auf Brücke über Wasserlauf | 3,7                  | Petit-Rhône (Viaduc d’Aurelle) Département Ardèche / Drôme | Petit-Rhône (Viaduc d’Aurelle) Département Ardèche / Drôme |
| |                      |                                                            |                                                            |
| | 4,6                  | Rhône                                                      | Rhône                                                      |
| Strecke |                      | D 86 (ehem. N 86)                                          | D 86 (ehem. N 86)                                          |
| Abzweig ehemals geradeaus, nach halblinks und nach halbrechts |                      |                                                            |                                                            |
| Abzweig quer · Strecke quer und von halbrechts · Kreuzung · Strecke quer und von halblinks · Abzweig von halbrechts und von rechts | 4,9 634,9            | Bahnstrecke Givors-Canal–Grezan von Givors                 | Bahnstrecke Givors-Canal–Grezan von Givors                 |
| U-Bahn-Strecke quer · U-Bahn-Kopfbahnhof Streckenende und quer · Bahnhof (Strecke außer Betrieb) · Strecke | 4,9 634,9            | La Voulte (alter Bahnhof) und CFD-Bahnhof                  | 101 m                                                      |
| Tunnel (Strecke außer Betrieb) · Strecke | 5,0                  | Tunnel des Plots                                           | Tunnel des Plots                                           |
| |                      |                                                            |                                                            |
| |                      |                                                            |                                                            |
| | 639,5                | Tunnel de la Palière (nur Westgleis, 38 m)                 | Tunnel de la Palière (nur Westgleis, 38 m)                 |
| |                      |                                                            |                                                            |
| Brücke | 639,9                | D 86 (ehem. N 86; Viaduc du Pouzin; 424 m)                 | D 86 (ehem. N 86; Viaduc du Pouzin; 424 m)                 |
| Brücke über Wasserlauf | 640,5                | Ouvèze (87 m)                                              | Ouvèze (87 m)                                              |
| U-Bahn-Strecke von rechts (außer Betrieb) · Strecke |                      | Bahnstrecke Pouzin–Aubenas (TA) von Aubenas                | Bahnstrecke Pouzin–Aubenas (TA) von Aubenas                |
| U-Bahn-Kopfbahnhof Streckenende · Dienststation / Betriebs- oder Güterbahnhof | 640,8                | Le Pouzin                                                  | 94 m                                                       |
| Abzweig geradeaus und nach links |                      | Bahnstrecke Givors-Canal–Grezan nach Nîmes                 | Bahnstrecke Givors-Canal–Grezan nach Nîmes                 |
| | 641,0                | Streckenende                                               | Streckenende                                               |
| Bahnübergang (Strecke außer Betrieb) |                      | D 86 (ehem. N 86)                                          | D 86 (ehem. N 86)                                          |
| Brücke über Wasserlauf (Strecke außer Betrieb) | 640,4                | Payre (120 m)                                              | Payre (120 m)                                              |
| Haltepunkt / Haltestelle (Strecke außer Betrieb) | 647,2                | Saint-Lager-Bressac                                        | 157 m                                                      |
| Brücke über Wasserlauf (Strecke außer Betrieb) | 647,8                | Auzon (33 m)                                               | Auzon (33 m)                                               |
| Brücke (Strecke außer Betrieb) | 649,6                | Viaduc de Beauvais (35 m)                                  | Viaduc de Beauvais (35 m)                                  |
| Tunnel (Strecke außer Betrieb) | 649,8                | Tunnel de Bleizac (100 m)                                  | Tunnel de Bleizac (100 m)                                  |
| Brücke (Strecke außer Betrieb) | 650,9                | Viaduc de Bénéfice                                         | Viaduc de Bénéfice                                         |
| Brücke (Strecke außer Betrieb) | 651,7                | Viaduc d'Augente                                           | Viaduc d'Augente                                           |
| Bahnhof (Strecke außer Betrieb) | 652,5                | Chomérac                                                   | 208 m                                                      |
| Brücke über Wasserlauf (Strecke außer Betrieb) | 653,8                | Payre (30 m)                                               | Payre (30 m)                                               |
| Haltepunkt / Haltestelle (Strecke außer Betrieb) | 656,1                | Alissas                                                    | 256 m                                                      |
| Brücke über Wasserlauf (Strecke außer Betrieb) | 653,8                | Muldarie (Viaduc de Combier; 120 m)                        | Muldarie (Viaduc de Combier; 120 m)                        |
| Brücke über Wasserlauf (Strecke außer Betrieb) | 659,0                | Viaduc de Saint-Clair (40 m)                               | Viaduc de Saint-Clair (40 m)                               |
| Brücke über Wasserlauf (Strecke außer Betrieb) | 660,2                | Viaduc de l'Ouvèze (85 m)                                  | Viaduc de l'Ouvèze (85 m)                                  |
| Dienststation / Betriebs- oder Güterbahnhof (Strecke außer Betrieb) | 660,3                | Saint-Priest                                               | 288 m                                                      |
| Brücke über Wasserlauf (Strecke außer Betrieb) | 660,9                | Ouvèze (Viaduc de Gozan; 44 m)                             | Ouvèze (Viaduc de Gozan; 44 m)                             |
| Kopfbahnhof Streckenende (Strecke außer Betrieb) | 661,9                | Privas-Ville                                               | 292 m                                                      |

Die Bahnstrecke Livron–Privas war eine regelspurige Eisenbahnstrecke in den französischen Départements Drôme und Ardèche. In Form der beiden Abschnitte Livron-sur-Drôme–La Voulte-sur-Rhône (alter Bahnhof) und La Voulte (ehemaliger Abzweig)–Le Pouzin ist sie weiterhin existent.

## Geschichte und Beschreibung

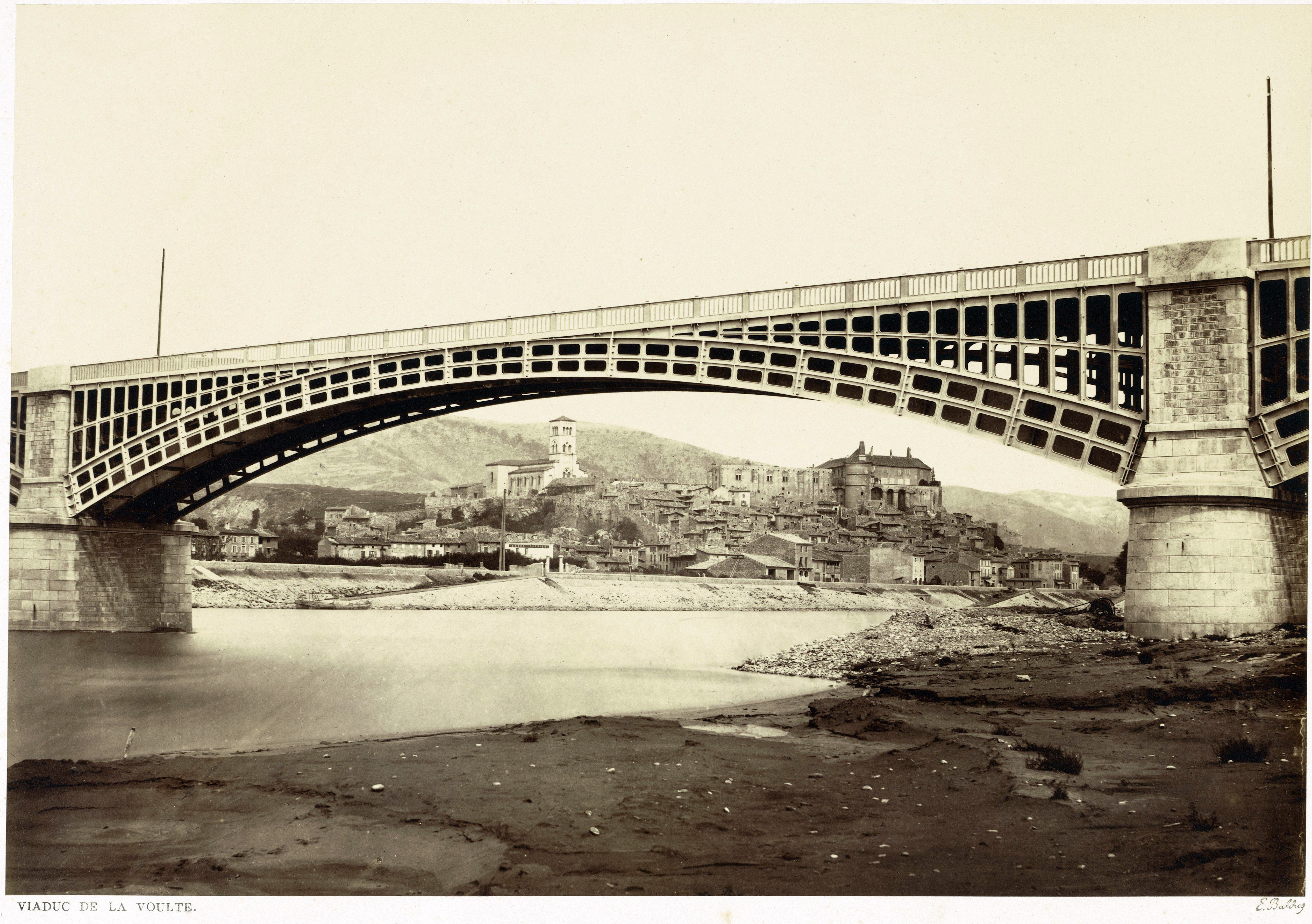
Das einzige der drei im Zweiten Weltkrieg zerstörten Brückenelemente des Viaduc de La Voulte, im Hintergrund La Voulte (1860er Jahre)

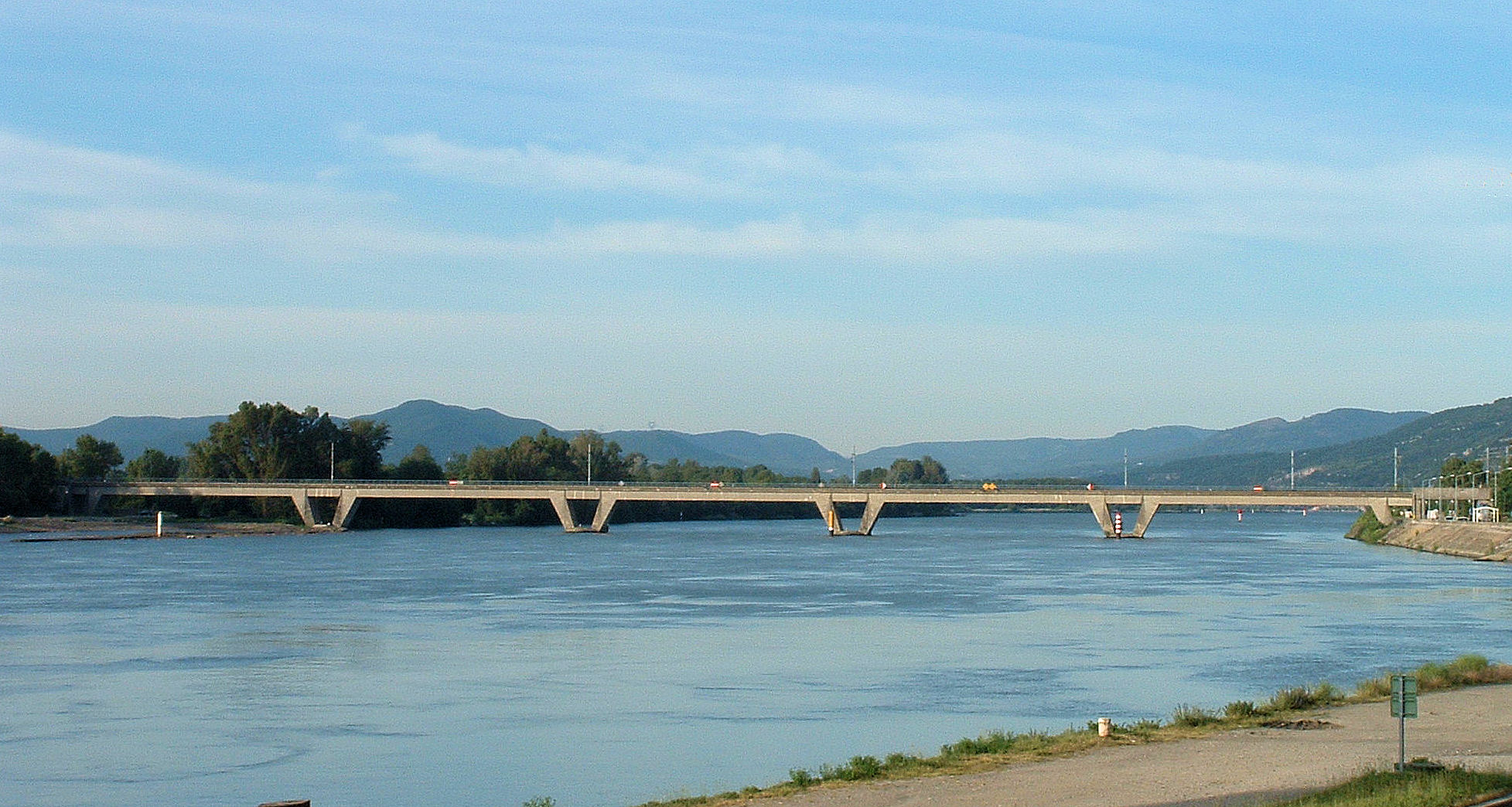
Spannbeton-Eisenbahnbrücke bei La Voulte aus den 1950er Jahren vom gegenüberliegenden Ufer

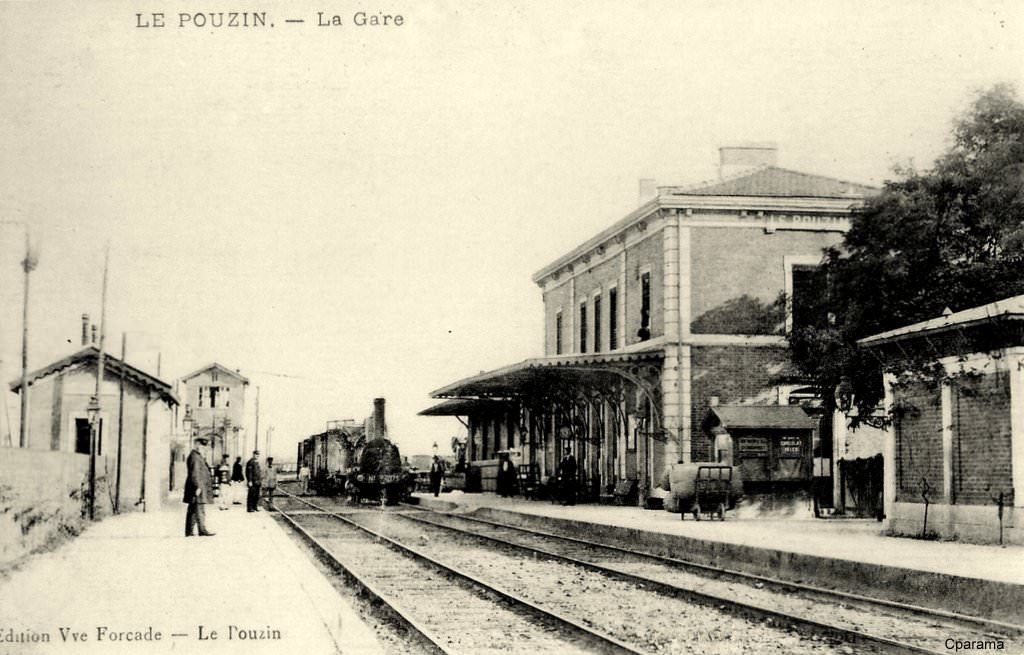
Bahnhof Le Pouzin im frühen 20. Jahrhundert

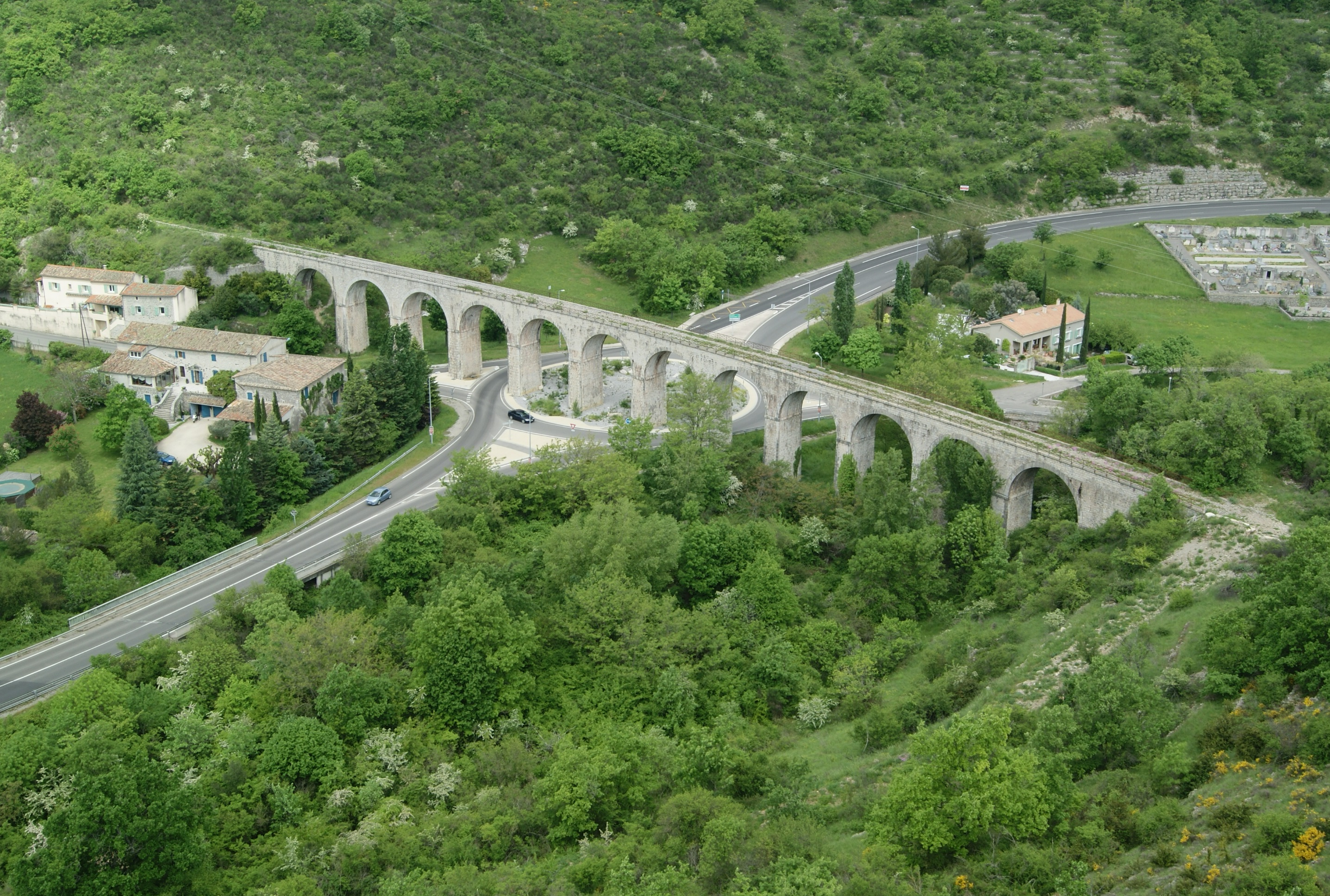
Der 120 m lange Viaduc de Combier über den Ruisseau de Combier

Im Oktober 1859 wurde mit dem Bau der Strecke begonnen, am 17. Februar 1862 erfolgte die Eröffnung durch die Compagnie des chemins de fer de Paris à Lyon et à la Méditerranée (P.L.M.). Sie zweigte in Livron von deren Bahnstrecke Paris–Marseille ab und führte bis Privas, dem Hauptort des Départements Ardèche.
In einer Kurve von ca. 90° und einem Radius von ungefähr 340 m verlässt die Strecke eingleisig den Südkopf des Bahnhofs Livron in Richtung Nordwesten. Schnurgerade führt sie 3,8 km weit bis ans linke Ufer der Rhone und quert den Fluss auf einer Brücke. Das erste, 1861 errichtete 284 m lange Viadukt wurde in den Jahren 1922–1924 verstärkt, im Zweiten Weltkrieg jedoch 1944 bei einem Bombenangriff zerstört. Die 1955 fertiggestellte neue Brücke gilt als erste Spannbeton-Eisenbahnbrücke Frankreichs.
Der folgende Abschnitt der alten Trasse ist stillgelegt, in Form eines Gleisdreiecks fädelt sich die Strecke heute beidseitig mit engen Kurven in die zweigleisige Hauptbahn Givors-Canal–Grezan ein. Die ehemalige Trasse verlief in einer weiteren Linkskurve, die überwiegend in einem Tunnel unter der Uferböschung angelegt wurde, zurück zum rechten Ufer der Rhone, dem sie dicht am Fluss bis Le Pouzin folgte.
Nach dem Bahnhof Le Pouzin verließ die Strecke das Rhonetal und strebte dem Endbahnhof in der im östlichen Zentralmassiv gelegenen Stadt Privas zu. Dabei überwand sie auf einer Länge von 21,2 km einen Höhenunterschied von 196 m. Kunstbauten auf diesem Abschnitt waren der 100 m lange Tunnel de Bleizac und sieben Viadukte, von denen die beiden längsten jeweils 120 m lang waren. Die maximale Steigung betrug 15 ‰.
1874 erreichte von Norden her die am rechten Rhoneufer verlaufende Hauptbahn La Voulte. Zwei Jahre später wurde sie von Le Pouzin aus nach Süden verlängert und teilte sich fortan einen ca. 4,9 km langen Abschnitt zwischen den beiden Orten mit der Bahn nach Privas. Jener ist heute Teil der Bahnstrecke Givors-Canal–Grezan, der Abschnitt Livron–La Voulte bildet ein Bindeglied zwischen den beiden längs der Rhone verlaufenden Hauptbahnen.
Der alte Bahnhof von La Voulte wies eine Besonderheit auf. Dort kreuzten sich niveaugleich und nahezu rechtwinklig die Strecken Livron–Privas und Givors-Canal–Grezan. Entsprechend wies das Empfangsgebäude einen L-förmigen Grundriss auf. In der Relation Givors-Canal–Livron wurde eine Gleisverbindung angelegt. Unmittelbar nördlich der Gleiskreuzung lag der Endbahnhof La Voulte der meterspurigen Bahnstrecke La Voulte-sur-Rhône–Dunières mit entsprechenden Güteranlagen und einer Umladehalle.
Am 5. Dezember 1938 endete der Personenverkehr zwischen Le Pouzin und Privas, der Güterverkehr hielt sich bis 1989. Im September 1973 wurde der Personenverkehr auch auf der Bahnstrecke Givors-Canal–Grezan eingestellt, seitdem wird sie ausschließlich von Güterzügen befahren. In den Jahren 1977/78 wurde letztere sowie der Abschnitt Livron–La Voulte elektrifiziert. Gleichzeitig wurde die Gleiskreuzung im alten Bahnhof La Voulte abgebaut und eine enge Verbindungskurve von der Rhonebrücke in Richtung Le Pouzin geschaffen. Dieser südlich des Orts gelegene Bahnhof wurde aufgegeben und in Richtung Givors-Canal im Norden von La Voulte ein neuer Personenbahnhof gebaut. Der erhielt – obwohl von Anfang an ohne regulären Reiseverkehr – zwei Bahnsteige an vier Gleisen, um in Ausnahmefällen umgeleitete Reisezüge der Relation Paris–Marseille aufnehmen zu können.
Seit dem 29. Januar 2014 ist der Abschnitt von Le Pouzin nach Privas offiziell stillgelegt, danach wurde damit begonnen, ihn zum Radwanderweg umzubauen. Privas ist heute die einzige Präfektur in France métropolitaine ohne Anschluss an das Eisenbahnnetz. Zudem ist im ganzen Département Ardèche – ausgenommen die Museumsbahnen Train de l’Ardèche und Velay Express – kein Bahnhof im regulären Personenverkehr mehr in Betrieb.